# Localidades de la Comarca del Alto Guadarrama
Comarca rural de la Comunidad de Madrid (España), en torno al curso alto del río Guadarrama, en la sierra del mismo nombre.
Está configurada por los siguientes municipios:
- Valdemaqueda.

- Robledo de Chavela.

- Santa María de la Alameda.

- San Lorenzo de El Escorial.

- El Escorial.

- Zarzalejo.

- Guadarrama.

- Cercedilla.

- Los Molinos.

- Datos: Q5978211